# 立花美年子

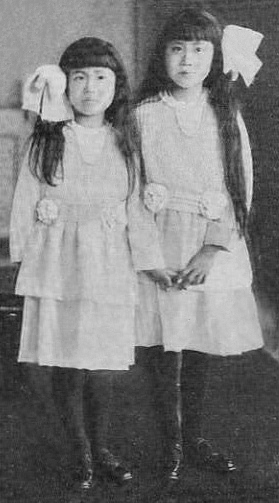
妹の佐和子女王（左）と

立花 美年子（たちばな みねこ、1911年〈明治44年〉5月6日 - 1970年〈昭和45年〉4月10日）は、日本の元皇族。北白川宮成久王と同妃房子内親王の第1王女子。立花種勝の妻。旧名は、美年子女王（みねこじょおう）。皇籍離脱前の身位は女王で、皇室典範における敬称は殿下。兄に北白川宮永久王、妹に東園佐和子（佐和子女王）と徳川多恵子（多恵子女王）がいる。明治天皇の孫にあたる。

## 人物
1911年（明治44年）5月6日、北白川宮成久王とその妃で明治天皇の第7皇女子である房子内親王との間に第1王女子として生まれた。
学生時代の学習院初等科から女子学習院（現在の学習院女子中・高等科）においては、高松宮妃喜久子と同級で仲が良かったという。高松宮妃や周囲からは「みね様」と呼ばれていた。1923年（大正12年）4月1日、父宮成久王がパリ郊外で事故死し、母宮房子内親王も重傷を負う。
当初、蜂須賀正氏（侯爵・蜂須賀正韶の嫡男）との婚約が内定していたが、のちに破談。
1933年（昭和8年）1月13日付で勲二等宝冠章を受章。同年1月17日に立花種勝（子爵・立花種忠の嫡男）のもとに降嫁した。

## 栄典
- 1928年（昭和3年）11月10日 -  大礼記念章[3]
- 1933年（昭和8年）1月13日 -  勲二等宝冠章[1]

## 血縁
- 父母：北白川宮成久王 - 成久王妃房子内親王
- 兄弟：永久王 - 立花美年子 - 東園佐和子 - 徳川多恵子

夫・種勝との間に2男1女がいる。